# Иль-де-Саланьон
Иль-де-Саланьон (фр. Île de Salagnon) — искусственный остров на Женевском озере. Административно относится к городу Монтрё, кантон Во, Швейцария.

## История
До конца XIX века на месте острова существовали несколько природных скал, выступавших из воды в 15 метрах от берега и служивших местом гнездования чаек. В 1880 году, когда в Швейцарии происходил бум строительства железных дорог и железнодорожных туннелей, инженер Жозеф д’Алленж засыпал скалы камнями и щебнем, которые являлись побочным продуктом строительства одного из туннелей.
Получившемуся острову площадью 1120 м2 (11 соток) было дано название Иль-де-Саланьон. В 1900 году остров был выставлен на продажу. Его приобрёл французский художник Теобальд Шартран, известный своими портретами политиков и богатых предпринимателей Франции и Соединённых Штатов. Шартран распорядился досыпать поверх щебня плодородную землю, привезённую из Савойи, и построить лестницу к воде и небольшой причал. Затем на острове, по заказу Шартрана, была выстроена изысканная вилла в флорентийском стиле. Уже в следующем году работы были закончены, и Шартран с супругой переехали на свой остров. Здесь они давали многочисленные пышные приёмы, которые заканчивались фейерверками, которыми могли любоваться с берега жители Монтрё.
В 1907 году Шартран скончался (его жена скончалась годом ранее). После этого, по одним данным, островом около десяти лет владел кто-то из представителей русской аристократии, по другим, наследники Шартрана продали его предпринимателю из Цюриха только 10 лет спустя. Сменив несколько владельцев, Иль-де-Саланьон в 1947 году стал собственностью швейцарского предпринимателя Эрнста Пфлюгера, чьи потомки владеют как виллой, так и островом до сих пор.
Остров Иль-де-Саланьон вместе с расположенной на нём виллой классифицируется правительством Швейцарии как памятник культурного наследия национального значения. На всём протяжении своего существования, он часто появлялся на почтовых открытках, в туристических буклетах, неоднократно был запечатлён на картинах художников.

Когда показались замок Шильон и островной дворец Саланьон, Дик еще раз обвел глазами вагонетку, которая шла сейчас над самыми высокими домами побережья, и с обеих ее сторон то возникали, то исчезали спутанные и красочные купы листвы и цветов.— Ф. С. Фицджеральд. «Ночь нежна».

## Галерея

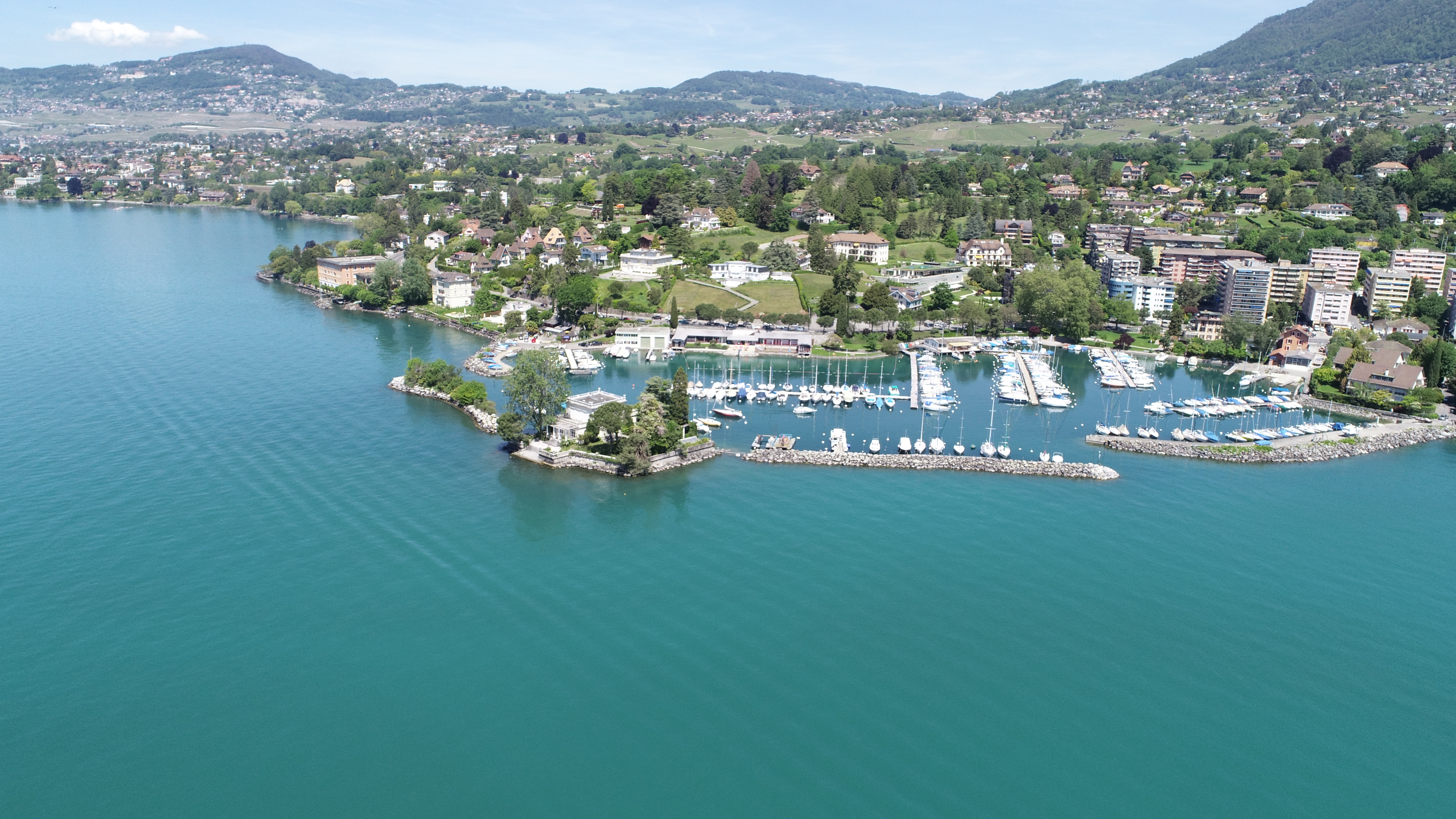
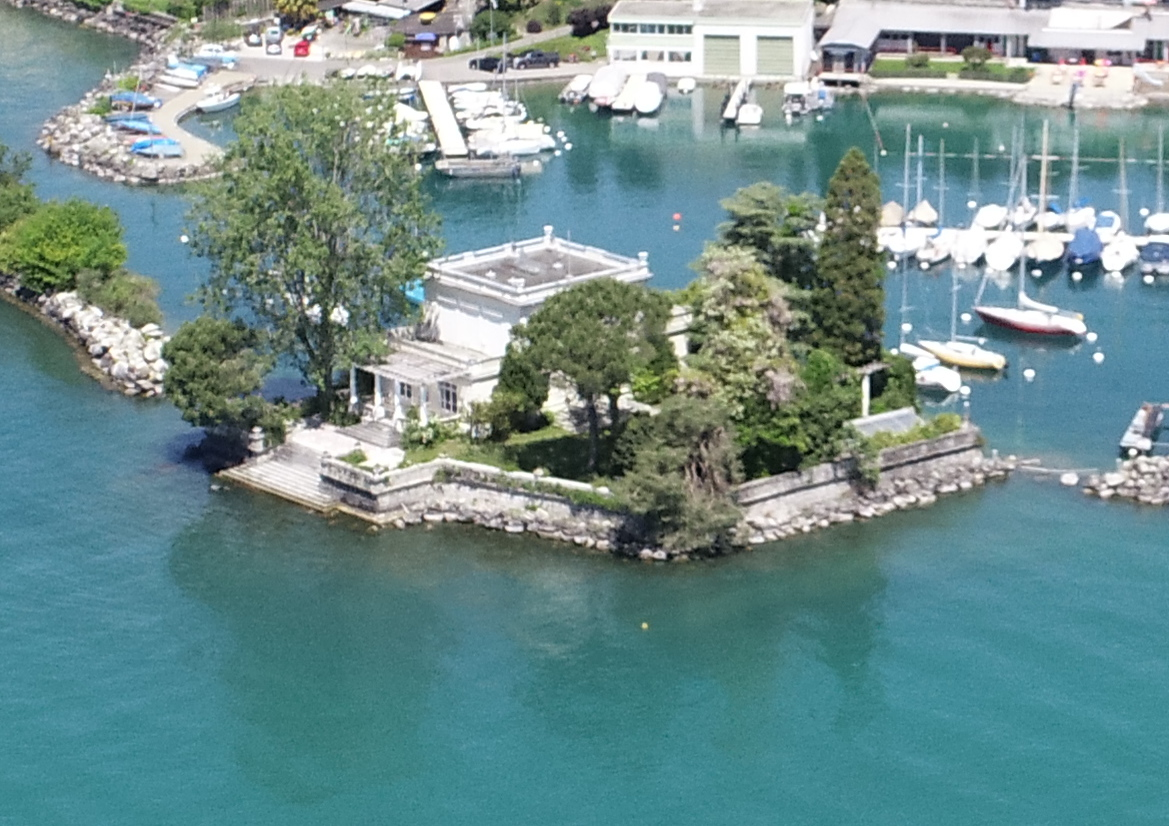
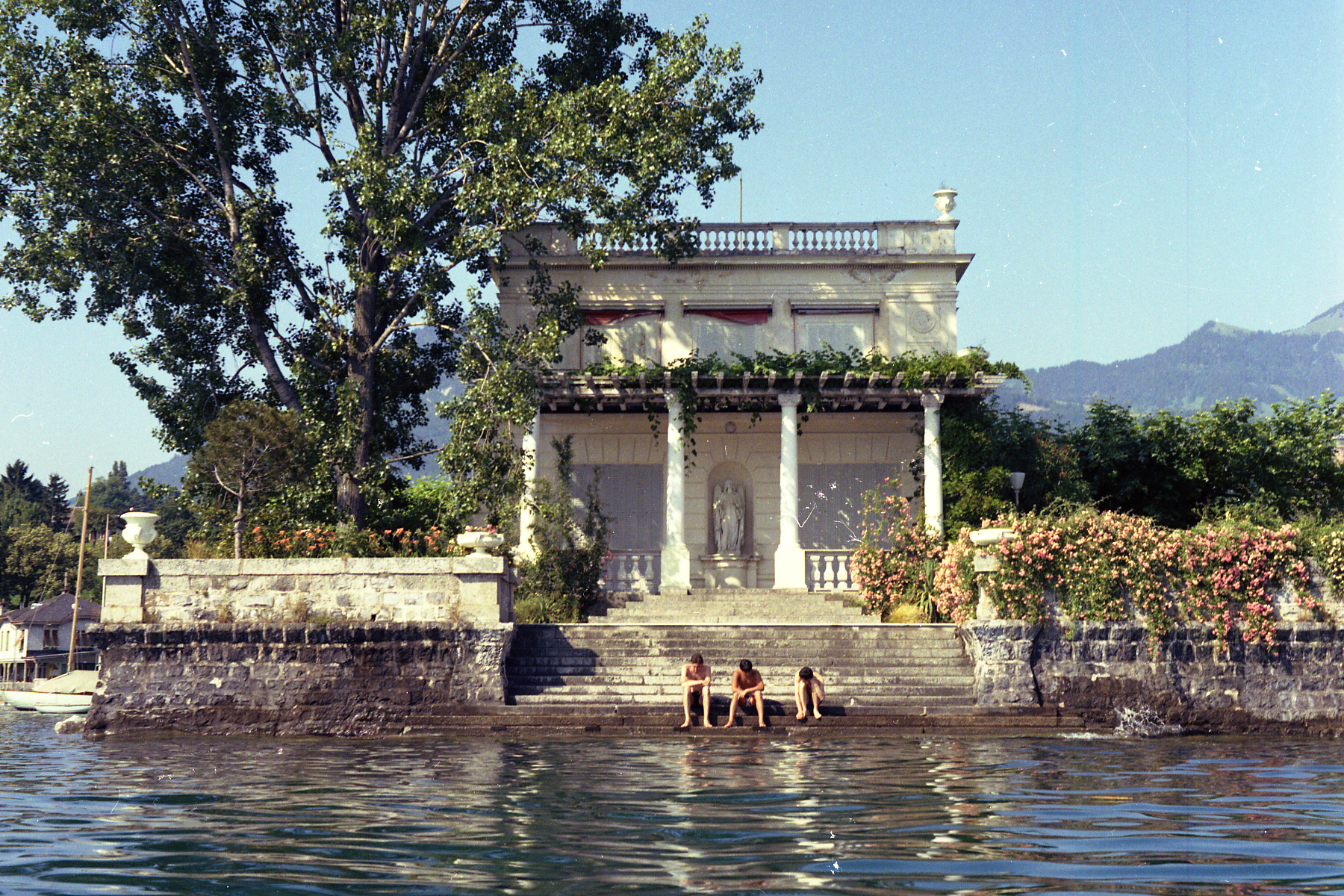
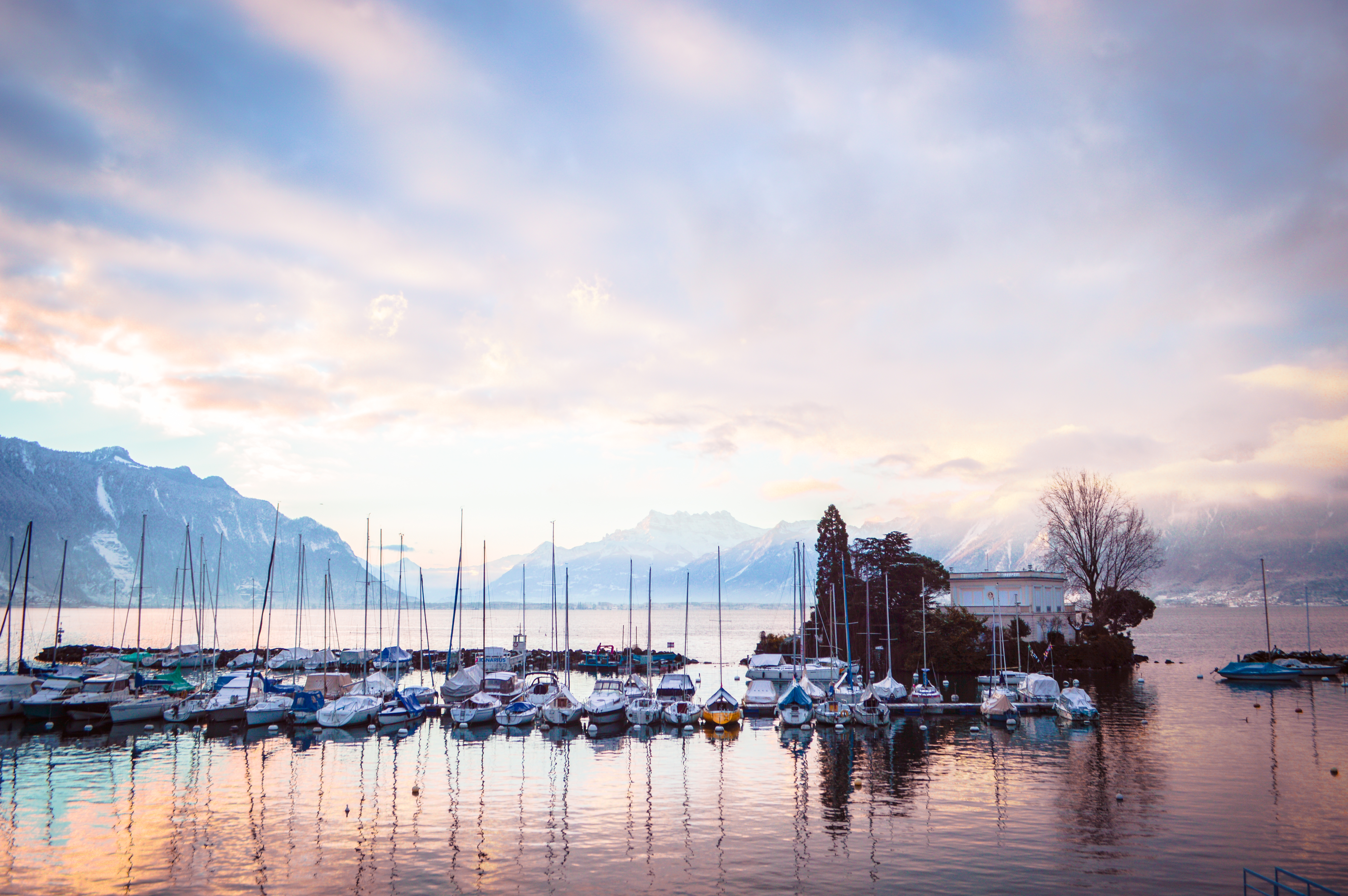
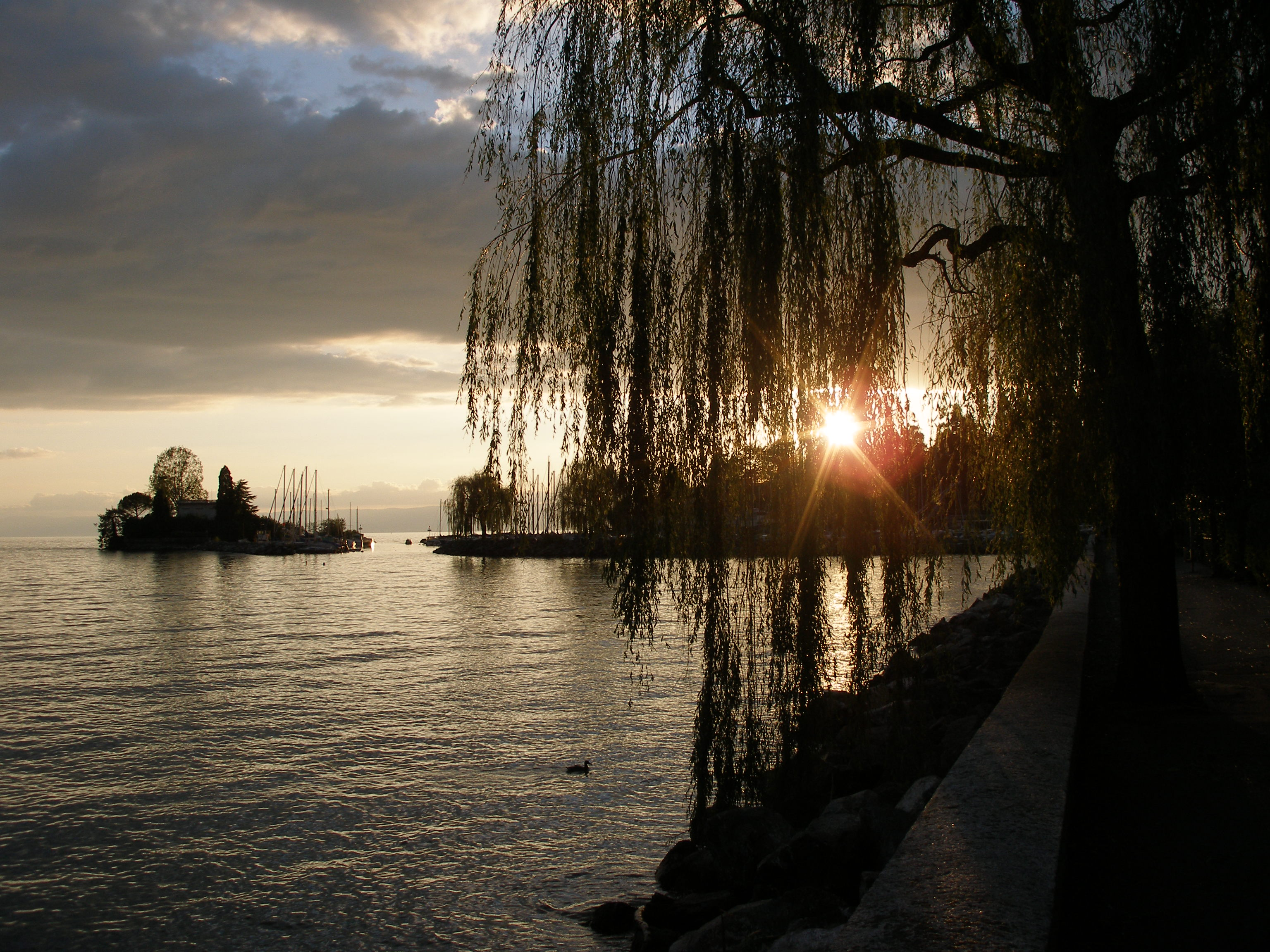